# Rifugio Miserin
Das Rifugio Miserin (ital.) oder Refuge Miserin (frz.) (Ausspr. auf frz. IPA: [mizʁɛ̃]) ist eine Schutzhütte im Aostatal in den Grajischen Alpen. Sie liegt in einer Höhe von 2588 m s.l.m. am Miserin-See innerhalb der Gemeinde Champorcher. Die Hütte  wird von Juni bis Mitte September bewirtschaftet und bietet in dieser Zeit 40 Bergsteigern Schlafplätze.
Die Schutzhütte liegt innerhalb des Regionalparks Mont-Avic nahe am Höhenweg Nr. 2 des Aostatals. Die Schutzhütte steht in unmittelbarer Nähe zum Sanktuarium Unsere Liebe Frau vom Schnee. Das kleine Kirchlein wurde bereits 1630 erbaut und gilt heute als Wallfahrtsort.

## Anstieg
Von Champorcher fährt man mit dem Auto in Richtung des Regionalparks Mont-Avic. Am Ende des Fahrwegs, der als Schotterweg endet, liegt ein Parkplatz.
Für den gesamten, keinerlei Schwierigkeiten aufweisenden Weg vom Parkplatz bei Dondénaz bis zur Miserin-Schutzhütte sind ungefähr 1½ Stunden zu veranschlagen. Alternativ kann man ab dem Ortsteil Chardonney dem Höhenweg Nr. 2 des Aostatals folgen. Von dort beträgt die reine Gehzeit 4½ Stunden.

## Tourenmöglichkeiten
Von der Hütte können die Bergseen Ponton (2603 m), Pontonnet (2809 m) und Miserin (2665 m) erreicht werden.

### Übergänge
- Übergang zur Sogno-Schutzhütte – (2526 m) über den Pass Fenêtre de Champorcher (2827 m)
- Übergang zur Dondena-Schutzhütte – (2192 m)
- Übergang nach Plan Clavalité, bei Fénis über den Col de Fénis (2831 m).
- Übergang nach Ronco Canavese.

### Gipfeltouren
Folgende Gipfel können von der Hütte erreicht werden:
- Rosa dei Banchi (frz. Rose des Bancs) – 3164 m
- Bec Raty – 2382 m
- Tête des Hommes – 2618 m
- Mont Glacier – 3186 m
- Mont Délaz – 3139 m
- Mont de Dondénaz – 2543 m
- Mont Rascias (oder Mont Ratsà) – 2783 m